# Kallstroemia
Kallstroemia es un género de plantas con flores con 40 especies perteneciente a la familia Zygophyllaceae. 

## Hábitat
Nativas de las regiones tropicales de América.

## Descripción
Son arbustos o plantas herbáceas anuales, postradas o erguidas que alcanza hasta 1 metro de altura. Tiene hojas pinnadas con estrechas estípulas. Las flores son de color amarillo o naranja. Las flores y frutos son semejantes a Tribulus.  Los frutos se dividen en 10 nueces con una semilla cada uno. 

## Taxonomía
El género fue descrito por  Giovanni Antonio Scopoli y publicado en Introductio ad Historiam Naturalem 212. 1777. La especie tipo es: Kallstroemia maxima
Etimología
Kallstroemia: nombre genérico que fue otorgado en honor de Anders Kallström (1733-1812), un oscuro contemporáneo de Giovanni Antonio Scopoli.

## Especies seleccionadas
- Kallstroemia adscendens
- Kallstroemia angustifolia
- Kallstroemia bicolor
- Kallstroemia boliviana
- Kallstroemia brachystylis
- Kallstroemia californica
- Kallstroemia grandiflora
- Kallstroemia hirsutissima
- Kallstroemia maxima, denominada abrojo[3] en las Antillas y Venezuela, y yerba del pasmo[4] en Venezuela
- Kallstroemia parviflora
- Kallstroemia perennans
- Kallstroemia pubescens

1. ↑  «Kallstroemia». Tropicos.org. Missouri Botanical Garden. Consultado el 5 de marzo de 2013.
2. ↑  En Nombres Botánicos
3. ↑  Malaret, Augusto (1970). Lexicón de Fauna y Flora. Madrid: Comisión Permanente de la Asociación de Academias de la Lengua Española. pp. vii + 569.
4. ↑  Colmeiro, Miguel: «Diccionario de los diversos nombres vulgares de muchas plantas usuales o notables del antiguo y nuevo mundo», Madrid, 1871.